# خانه کاریکاتور ایران
خانه کاریکاتور ایران در سال ۱۳۷۵ توسط شهرداری تهران بنیان‌گذاری شد. این مرکز که زیرمجموعه سازمان فرهنگی هنری شهرداری تهران است با هدف شناسایی، مهارت‌آموزی و سازمان‌دهی کاریکاتور و کارتون (پویانمایی) در ایران و پشتیبانی از کاریکاتوریست‌ها و علاقه‌مندان کاریکاتور و معرفی آثار آنان در ایران و جهان فعالیت خود را آغاز کرد؛ و به سرعت تبدیل به مرکز اصلی کاریکاتور ایران شد. از جمله فعالیت‌های خانه کاریکاتور ایران برگزاری کلاس‌های آموزش کاریکاتور و نمایشگاه‌های کاریکاتور است.مدیر و مؤسس این مرکز حسن عوض وردی معاون اجتماعی فرهنگی شهرداری منطقه 3 تهران بود و در سال1377 مسعود شجاعی طباطبایی، به مدیریت آن گمارده شد /آرم این خانه توسط حسین خسروجردی طراحی شده است.افتتاح این خانه با حضور دکتر حسن حبیبی /گل آقا وجمعی از کاریکاتوریستهای بنام کشور توسط غلامحسین کرباسچی شهردار تهران صورت گرفت

## دوسالانه کاریکاتور تهران
خانه کاریکاتور ایران با هم‌کاری مرکز هنرهای تجسمی وزارت فرهنگ و ارشاد اسلامی اقدام به برگزاری نمایشگاه دوسالانه کاریکاتور تهران می‌کند. خانه کاریکاتور ایران دبیرخانه دائمی این نمایشگاه است.

## وبگاه خانه کاریکاتور ایران
کارتون هاوس وبگاه رسمی خانه کاریکاتور ایران و یکی از وبگاه‌های تخصصی کاریکاتور در ایران است.

## آدرس
تهران، خیابان دکتر شریعتی، میدان کتابی، خیابان گل‌نبی، شماره ۶

## مجله ایران کارتون
مجله ایران کارتون عنوان یک مجله تخصصی کاریکاتور به دو زبان فارسی و انگلیسی است که از سوی خانه کاریکاتور ایران منتشر و برای کاریکاتوریست‌ها فرستاده می‌شود؛ و هم‌زمان، در وبگاه ایران کارتون نیز به صورت رایگان در اختیار علاقه‌مندان است.